# Philippe Cattiau
Philippe Cattiau (* 28. července 1892 Saint-Malo – 18. února 1962 tamtéž) byl francouzský sportovní šermíř, trojnásobný olympijský vítěz. Soutěžil ve fleretu i kordu.
Byl synem vojenského šermířského instruktora. Již v patnácti letech se stal v tomto sportu mistrem Bretaně a v roce 1910 vstoupil do armády. Po vypuknutí první světové války byl četařem 47. pěšího pluku. V boji o Guise v srpnu 1914 byl raněn do nohy a upadl do německého zajetí, v němž strávil zbytek války.
Startoval na pěti olympijských hrách. Na LOH 1920 získal stříbrné medaile v kordu jednotlivců i družstev. Na pařížské olympiádě v roce 1924 byl členem vítězného družstva fleretistů a mezi jednotlivci skončil druhý za svým krajanem Rogerem Ducretem. Z olympiády 1928 přivezl stříbro z fleretu družstev a ve fleretu jednotlivců skončil pátý. Největšího úspěchu dosáhl na LOH 1932 v Los Angeles, kde byl členem vítězných francouzských týmů ve fleretu i kordu. Poslední olympijskou účast zaznamenal roku 1936 v Berlíně, kde získal bronzovou medaili v kordu družstev.
Vyhrál otevřené mistrovství Evropy v šermu v kordu jednotlivců v letech 1929 a 1930 a v kordu družstev v letech 1934 a 1935.
Po ukončení sportovní kariéry byl trenérem a vedl šermířskou halu Automobile Club De France. Pracoval také jako obchodní zástupce firmy Dunlop Tyres. Je držitelem titulu Gloire du sport a byl po něm pojmenován stadion ve Villeneuve-la-Garenne.